# Nedvědice (nádraží)
Nedvědice je železniční stanice v jižní části městyse Nedvědice v okrese Brno-venkov v Jihomoravském kraji, nedaleko řeky Svratky. Leží na jednokolejné neelektrizovanétrati Žďár nad Sázavou – Tišnov. 

## Historie
Dne 23. června 1905 otevřela po náročných stavebních pracích v komplikovaném terénu společnost Místní dráha Německý Brod – Žďár (posléze přejmenována na Místní dráha Německý Brod – Tišnov) trať ze starého nádraží ve Žďáru nad Sázavou, kam železnici dovedla roku 1898, do Tišnova, odkud bylo možno po již existující trati z roku 1885 pokračovat do Brna. Stavba trati byla zahájena 30. června 1903 a prováděna stavební firmou Osvalda Životského. Nově postavené nádraží zde vzniklo dle typizovaného stavebního vzoru. Dopravu na trati zajišťovala společnost Císařsko-královské státní dráhy (kkStB). Po roce 1918 pak provoz přebraly Československé státní dráhy. Trať byla zestátněna v roce 1925.
Roku 1938 bylo Ministerstvem železnic vydáno rozhodnutí o stavbě nového železničního spojení z Havlíčkova Brodu do Brna. Provoz na nové trati byl zahájen 5. prosince 1953. Trať ze Žďáru přes Nové Město do Tišnova zůstala zachovaná pro místní obsluhu.

## Popis
Nacházejí se zde dvě nekrytá vnitřní jednostranná úrovňová nástupiště, k příchodu k vlakům slouží přechody přes koleje.